# بولمان، استرالیا
بولمان (به انگلیسی: Bulman) شهرکی واقع در ایالت قلمرو شمالی در استرالیاست.